# Motschulskyia motschulskyi
Motschulskyia motschulskyi är en insektsart som beskrevs av Irena Dworakowska 1971. Motschulskyia motschulskyi ingår i släktet Motschulskyia och familjen dvärgstritar. Inga underarter finns listade i Catalogue of Life.